# Bäve distrikt
Bäve distrikt är ett distrikt i Uddevalla kommun och Västra Götalands län. 
Distriktet ligger nordväst om och i nordvästra Uddevalla. Distriktet är befolkningsmässigt landskapets största.

## Tidigare administrativ tillhörighet
Distriktet inrättades 2016 och utgörs av en del av området som före 1971 utgjorde Uddevalla stad av vari Bäve socken införlivades 1945. 
Området motsvarar den omfattning Bäve församling hade 1999/2000 och fick 1974 efter utbrytning ur Uddevalla församling. Vid utbrytningen fick församlingen en annan omfattning än den församling med det namnet som fanns till 1945.